# Большое Ларионово (Тверская область)
Большое Ларионово — деревня в Селижаровском муниципальном округе Тверской области.

## География
Находится в западной части Тверской области на расстоянии приблизительно 1 км на северо-восток по прямой от административного центра округа поселка Селижарово.

## История
Деревня не была отмечена еще на карте 1973 года . До 2017 года входила в состав Ларионовского сельского поселения, с 2017 по 2020 год в составе Селижаровского сельского поселения Селижаровского района до их упразднения.

## Население
Численность населения: 192 человека (русские 94 %) 2002 году, 179 в 2010.